# Cattedrale di San Giuseppe (Liepāja)
La cattedrale di San Giuseppe (in lettone: Liepājas Svētā Jāzepa Romas katoļu katedrāle) è la chiesa cattedrale della diocesi di Liepāja, si trova nella città di Liepāja, in Lettonia.

## Storia e descrizione
Originariamente Liepaja aveva una piccola chiesa in legno costruita nel 1508 e dedicata a Sant'Anna. Intorno al 1560 la chiesa è stata trasferita al culto luterano. Dopo la Riforma, i fedeli della chiesa cattolica dovettero recarsi in Lituania per ricevere il battesimo e gli altri sacramenti, non avendo più un luogo di culto cattolico a disposizione.
Nel 1747 in Liepaja è stata costruita una piccola chiesa in pietra dedicata a San Giuseppe e dove inizialmente si tenevano funzioni solo la terza domenica di ogni mese. Con lo sviluppo della città aumentò anche il numero dei fedeli e la vecchia chiesa presto risultò troppo piccola. Venne intrapresa la costruzione di un nuovo edificio in stile neoromanica in corrispondenza della chiesa, su progetto dell'architetto Luis Melvil. La nuova chiesa fu completata e consacrata nel 1911 in onore di San Giuseppe. L'8 maggio 1937 con la bolla Aeterna animarum salus papa Pio XI istituì la diocesi di Liepaja e la chiesa di San Giuseppe è stata contestualmente elevata a cattedrale.
La chiesa è stata riconosciuta come monumento culturale nazionale.